# Macov
Macov (in ungherese Macháza) è un comune della Slovacchia facente parte del distretto di Dunajská Streda, nella regione di Trnava.